# Heřmaničky (stacja kolejowa)
Heřmaničky – dawna stacja kolejowa w miejscowości Heřmaničky, w kraju środkowoczeskim, w Czechach. Znajdowała się na linii 202 Benešov – Czeskie Budziejowice, na wysokości 505 m n.p.m..  

## Linie kolejowe
- 220